# Lettera ai Romani
La Lettera ai Romani o Epistola ai Romani è il sesto libro nel Nuovo Testamento. Scritto in lingua greca, è la più lunga delle tredici lettere composte da Paolo di Tarso, che qui si definisce l'apostolo dei Gentili. Indirizzata ai cristiani di Roma, da lui definiti come noti "in tutto il mondo" per la loro grande fede. La lettera è considerata la sua più importante eredità teologica. Gli studiosi biblisti concordano che essa fu composta per spiegare che la salvezza è offerta attraverso il Vangelo di Gesù Cristo.

## Contesto
L'epistola ai Romani fu probabilmente composta mentre Paolo si trovava nella casa di Gaio, a Corinto. Trascritta verosimilmente dall'amanuense Tertius (Terzo), è datata fra il tardo 55 d.C. e la prima parte del 57. Consta di 16 capitoli, ma esistono versioni con solo i primi 14 o 15 capitoli, circolate in un primo tempo; alcune di queste versioni mancano di ogni riferimento ai destinatari originali, rendendola più generalista. Altre varianti testuali includono menzioni esplicite a Corinto come luogo di scrittura, e a Febe, una diaconessa della Chiesa di Cencrea, come latrice dell'epistola a Roma.
Prima di comporre lo scritto, Paolo aveva evangelizzato le aree circostanti del Mar Egeo, ed era bramoso di portare il Vangelo in Spagna, un viaggio che gli avrebbe permesso di compiere una visita a Roma. Di conseguenza, l'epistola può esser compresa come un documento che sottolinea le motivazioni del suo peregrinare e dare modo alla chiesa di Roma di prepararsi alla sua visita. I cristiani in Roma erano sia ebrei che gentili, e appare possibile che esistessero tensioni e frizioni interne tra questi due gruppi.
Paolo, un ebreo ellenistico ed ex fariseo, sposta il suo obiettivo: imposta e provvede ad allestire un discorso che possa unificare i due gruppi e a intravedere nella Chiesa un corpo unico, pur riferendosi nel suo argomentare sia a specifici destinatari che al generale pubblico cristiano in Roma.
Benché venga considerata un trattato di teologia, l'Epistola ai Romani rimane monca di altri temi affrontati da Paolo altrove. È universalmente accolta come il suo capolavoro, un'architettura di 7094 vocaboli greci, specialmente sul tema della Giustificazione e della salvezza eterna. Sia le chiese evangeliche che propendono per la sola fide sia coloro che sostengono la posizione della Chiesa Cattolica Romana - che la salvezza si ottenga sia attraverso la fede che le opere - traggono sostegno dall'epistola. Il riformatore Martin Lutero, nella sua traduzione in tedesco della Bibbia, aggiunse la parola "sola" (allein) al passo della lettera ai Romani al versetto 3.28, cosicché la giustificazione avvenga solo attraverso la fede.

## La lettera
(Lettera ai Romani, CEI,)
La lettera è stata definita dagli studiosi biblici in vari modi. Per l'accademico e gesuita Joseph Fitzmyer "travolge il lettore per la densità e la sublimità del tema a cui è legato", per lo studioso e teologo anglicano Nicholas Thomas Wright la lettera rappresenta "il capolavoro" di Paolo e inoltre: "[...] quello che nessuno mette in dubbio è che ci troviamo di fronte ad un lavoro di consistente sostanza che costituisce una sfida intellettuale formidabile, offrendo una visione teologica e spirituale mozzafiato". Per il biblista Gerd Theissen, infine, la lettera, che riprende e riformula il pensiero espresso in scritti precedenti, può essere considerata come un "testamento di Paolo".

### Data

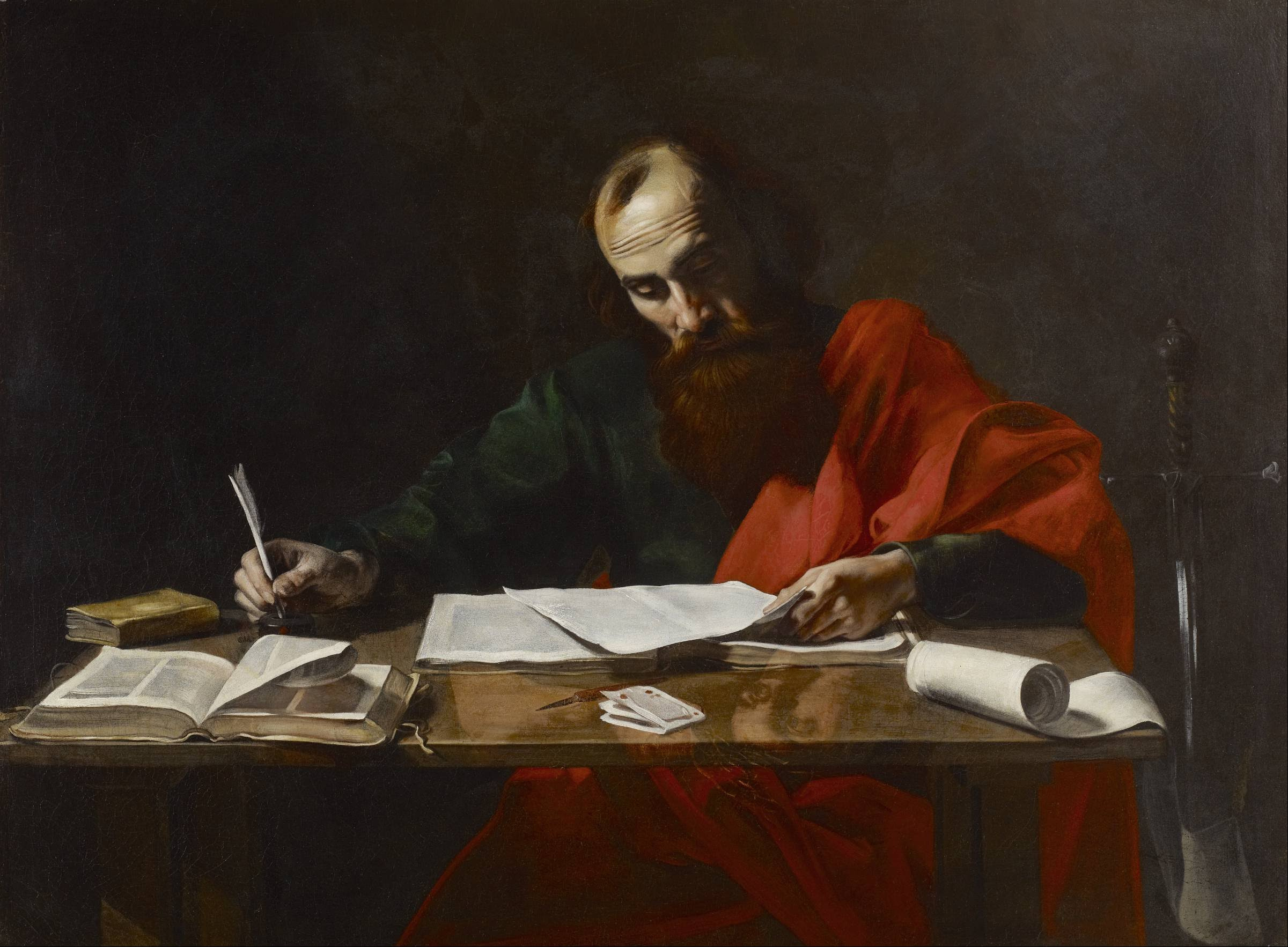
Paolo scrive le sue lettere opera (probabilmente) di Valentin de Boulogne, XVII secolo (Blaffer Foundation Collection, Houston, Texas)

La lettera è stata scritta da Paolo di Tarso a Corinto tra il 55 e il 58, probabilmente quando si trovava nella casa di Gaio, con l'aiuto di Terzo come scrittore materiale, sotto dettatura di Paolo; la maggior parte degli studiosi attesta la composizione della lettera alla fine del 55-56 o al massimo nel 56-57.
Ci sono anche altre ragioni che ci aiutano ad identificare Corinto come luogo in cui fu scritta la Lettera. Secondo il racconto degli Atti Paolo soggiornò per tre mesi in Grecia e probabilmente Corinto era inclusa fra le città greche che lo ospitarono. Inoltre la cristiana Febe di Cencrea (un porto a 11 km da Corinto), potrebbe essere stata il latore (o l'accompagnatrice) della sua lettera, salpando con una nave dal porto della sua città: si confronti a questo proposito anche la raccomandazione di Paolo ai cristiani Romani per la cristiana Febe.
Lo studioso biblico Frederick Fyvie Bruce rileva che il riferimento a Erasto, economo della città che si unisce a Paolo nel mandare i saluti a Roma, indica chiaramente che Paolo era a Corinto al tempo in cui fu composta la Lettera ai Romani.
Esistono comunque pareri di altri studiosi che per la composizione della lettera propongono date diverse. Per esempio lo studioso tedesco Gerd Lüdemann propone una data del 51-52 (o 54-55), sulla scia di John Knox che propone il 53-54.

### Scopo e destinatari
Paolo scrisse la lettera ai cristiani romani in vista della sua progettata missione nella capitale dell'Impero. Il testo affronta alcuni temi chiave, che possono essere variamente articolati. Qual è l'atteggiamento giusto per l'uomo di fronte a Dio e alla Legge? Esisteva nel cristianesimo costituito una differenza fra credenti giudei e credenti gentili? Paolo con la sua lunga lettera mise chiaramente in risalto l'imparzialità di Dio sia verso Giudei sia verso i Gentili evidenziando come la fede cristiana e la misericordia di Dio siano ciò che ora rende possibile l'accoglienza di tutti nel cristianesimo. Un cristianesimo, quindi, imparziale e tollerante in cui l'amore adempie la legge..

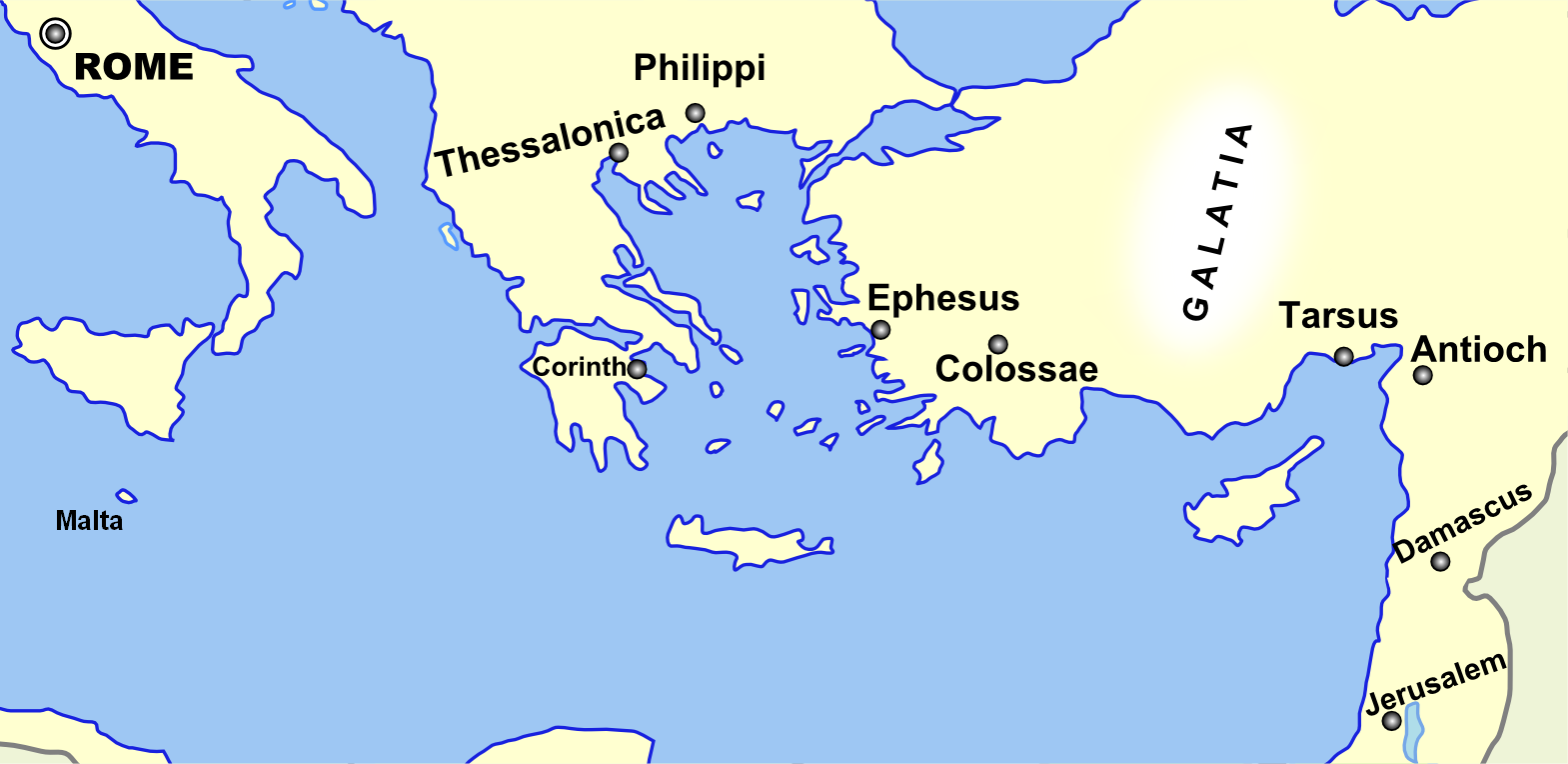
Corinto e Roma in una mappa geografica del I secolo

La lettera si rivolge alla comunità cristiana di Roma, che Paolo non aveva ancora conosciuto direttamente. Non si hanno dati sicuri sulla composizione di tale comunità al tempo della lettera; è probabile che all'inizio la componente giudeo-cristiana fosse prevalente, ma che dopo l'editto di Claudio i cristiani rimasti fossero quasi esclusivamente di origine pagana. I frequenti riferimenti ai "gentili" contenuti nella lettera confermano questa interpretazione, anche se non mancano indizi di una presenza giudeo-cristiana.
D'altronde altre considerazioni avvalorano la tesi che la comunità cristiana di Roma comprendesse anche una componente ebraica. Non solo a Roma era presente una consistente comunità ebraica sin dalla conquista di Gerusalemme da parte di Gneo Pompeo Magno nel 63 a.C., ma proprio da questa lettera di Paolo si evince che quella comunità era composta da cristiani ebrei e non ebrei la cui fede era nota a tutto il mondo cristiano e la cui ubbidienza era nota a tutti.
Svetonio, in un suo scritto nel II secolo, asserisce che durante il regno di Claudio (41-54) i giudei furono espulsi da Roma, per poi tornarvi in seguito, come indicherebbe l'esperienza dei giudei Aquila e Priscilla (Prisca) conosciuti da Paolo a Corinto e che al tempo del decreto di Claudio avevano lasciato la capitale. La lettera di Paolo indica chiaramente che quando la scrisse Aquila e Priscilla (Prisca) erano ritornati a Roma.
Il teologo tedesco Gerd Theißen ritiene che una copia della lettera, oltre che ai romani, fu probabilmente destinata anche ai corinzi, con i quali Paolo prosegue il suo dialogo, e un'altra ancora fosse indirizzata ai cristiani di Efeso, ai quali è rivolto l'intero sedicesimo capitolo.

### Scrittore, autenticità e canone

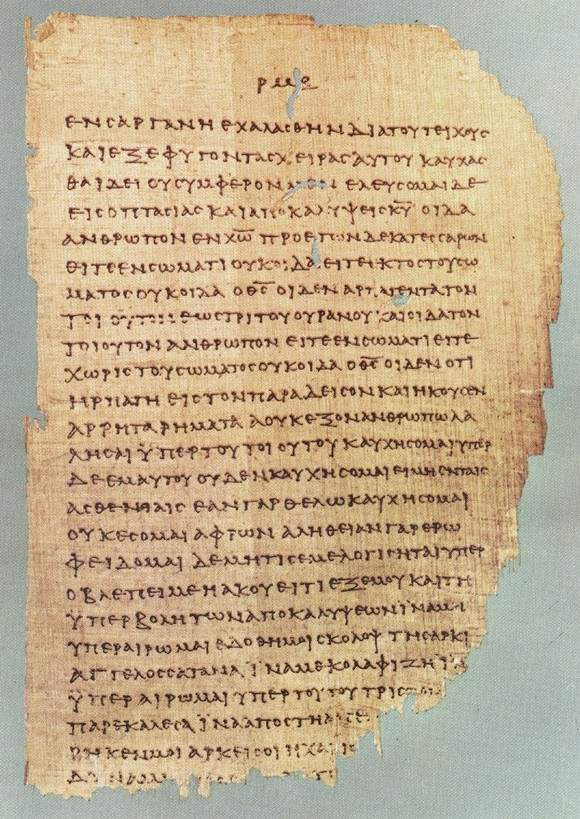
Il P. Chester Beatty II, meglio noto come ^{46}, contenente alcune lettere di Paolo; questo frammento contiene parte della Seconda lettera ai Corinzi

La lettera è attribuita dalla quasi totalità degli studiosi all'apostolo Paolo; essa contiene molti riferimenti alle Scritture ebraiche, dimostrando la profonda conoscenza che l'autore ha dell'Antico Testamento: tutti elementi che concordano nell'attribuzione a Paolo, fariseo, giudeo naturalizzato, conoscitore della legge, discepolo del maestro Gamaliele, e quindi versato nelle più rigide norme della legge paterna,
Romani 16,22 afferma: "Vi saluto nel Signore anch'io, Terzo, che ho scritto la lettera". Ciò indica che Paolo si avvaleva della collaborazione di qualche segretario o scriba.
Il teologo, filosofo e biblista inglese William Paley, esprimendosi sull'autenticità della lettera di Paolo, scrive: "Troviamo com'è naturale in un vero scritto di S. Paolo indirizzato a dei veri convertiti l'ansia di convincerli della propria persuasione; ma ci sono una premura e un'impronta personale, se così posso esprimermi, che una fredda contraffazione a mio avviso non avrebbe mai potuto concepire né sostenere"
Anche C.E.B. Cranfield conferma che "oggi nessuna critica responsabile contesta la sua origine paolina".
L'uso della Lettera da parte dei Padri Apostolici ne è una chiara prova. L'evidenza interna alla stessa Lettera, d'altronde, conferma che Paolo ne fu lo scrittore grazie ad elementi di prova quali lo stile linguistico, letterario, storico e teologico.
Gli scrittori cristiani dei primi due secoli non nutrirono alcun dubbio sull'autenticità della lettera; tra questi Clemente Romano, Policarpo di Smirne e Ignazio di Antiochia, che nei loro scritti fecero non pochi riferimenti a questo testo.
Inoltre la lettera ai Romani, con altre otto lettere di Paolo, si trova nell'antico papiro Chester Beatty II (Papiro 46) ed a tale proposito il paleografo e accademico britannico Frederic George Kenyon nel suo libro Our Bible and the Ancient Manuscripts scrive: "Abbiamo qui un manoscritto quasi completo delle Epistole Paoline, scritto a quanto pare verso l'inizio del III secolo". Lo stesso autore scrive anche: "Pertanto uno dei papiri Chester Beatty, della prima metà del terzo secolo, quando era completo conteneva i quattro Vangeli e gli Atti; un altro che è almeno altrettanto antico e può essere della fine del secondo secolo conteneva tutte le epistole di S. Paolo; un altro conteneva il libro di Ezechiele, Daniele ed Ester".
Oltre al Papiro 46, anche il Codex Sinaiticus e il Codex Vaticanus del IV secolo contengono come libro biblico la lettera ai Romani.
La canonicità della Lettera ai Romani è inoltre confermata dal Canone muratoriano, probabilmente la più antica lista dei libri del Nuovo Testamento. L'importante manoscritto dell'VIII secolo, appartenente alla Biblioteca Ambrosiana di Milano, scoperto da Ludovico Antonio Muratori e pubblicato nel 1740, sulle lettere paoline asserisce: "[....] Ora le epistole di Paolo, quali sono da dove o per quale ragione furono mandate, esse stesse si rendono chiare a chi capirà. Prima di tutto scrisse estesamente ai Corinti per proibire lo scisma dell'eresia, quindi ai Galati [contro] la circoncisione e ai Romani sull'ordine delle Scritture, accennando che Cristo è in esse la materia principale, ciascuna delle quali è necessario che consideriamo, visto che il benedetto apostolo Paolo stesso, seguendo l'esempio del suo predecessore Giovanni scrive a non più di sette chiese per nome nel seguente ordine: ai Corinti (primo), agli Efesini (secondo), ai Filippesi (terzo), ai Colossesi (quarto), ai Galati (quinto), ai Tessalonicesi (sesto), ai Romani (settimo) [.....]"
L'autenticità della lettera non viene quindi messa in discussione, ma vi sono dubbi sugli ultimi due capitoli, che alcuni ritengono siano stati aggiunti successivamente. Gli studiosi dell'interconfessionale Bibbia TOB osservano come "gli ultimi due capitoli [15 e 16] pongono una questione di critica letteraria, dato che, riguardo ad essi, la tradizione manoscritta è incerta" e, riguardo alla dossologia [inno di lode] finale, gli esegeti del "Nuovo Grande Commentario Biblico" ritengono che "l'autenticità della dossologia finale (16,25-27) viene comunque contestata. La sua posizione varia nei manoscritti [...] la maggioranza dei commentatori tende a considerare la dossologia come un'aggiunta fatta a Rm in una data tardiva, plausibilmente quando fu assemblato il corpus delle sue lettere".

## Composizione

### Genere e stile
Scritto in greco, il testo ha la forma di una lettera ma, per la sua complessità, non può essere classificata in uno specifico genere epistolare, retorico o letterario; si è quindi parlato, ad esempio, di "trattato in forma di lettera".
Lo stile, spesso conciso, presenta bruschi cambiamenti di argomento; sono presenti numerosi riferimenti impliciti alla Scrittura, rendendo spesso la lettura non facile. Il fascino esercitato dalla lettera non dipende dalla ricchezza dello stile o del vocabolario, meno ricercato che in altri testi neotestamentari, ma dalla tensione che Paolo riesce a evidenziare in relazione ad aspetti riguardanti, ad esempio, la consapevolezza umana e l'interpretazione della Legge.

### Struttura e contenuto
La lettera, con i suoi 34.410 caratteri nella versione in greco, è la più ampia di tutto l'epistolario paolino. È composta da 16 capitoli: i primi 11 contengono insegnamenti sull'importanza della fede in Gesù per la salvezza, contrapposta alla vanità delle opere della Legge; il seguito è composto da esortazioni morali: Paolo, in particolare, fornisce indicazioni di comportamento per i cristiani all'interno e all'esterno della loro comunità. La lettera si chiude con informazioni sui progetti dell'apostolo, i saluti e una dossologia nella quale si ringrazia Dio per quanto dispone per il bene dell'uomo.

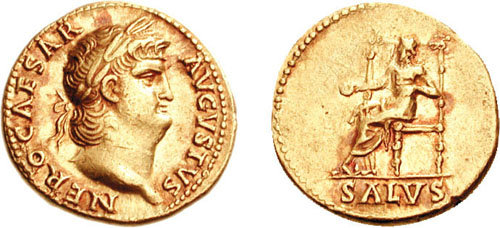
Moneta di Nerone - Rendete a ciascuno ciò che gli è dovuto: a chi il tributo, il tributo; a chi le tasse le tasse; a chi il timore il timore; a chi il rispetto il rispetto. -

 Il testo, che presenta la responsabilità dell'uomo e la buona notizia (o evangelo) della salvezza, può essere diviso secondo il piano seguente:
1. introduzione (capitolo 1, versetti 1 - 15);
2. lo stato dell'umanità davanti a Dio (cap. 1, v. 16 al cap. 3, v. 20). 
La responsabilità di tutti gli uomini davanti a Dio è stabilita, che siano:
  - pagani (l'uomo senza la rivelazione di Dio) (cap. 1 v. 14-32), insistendo su come i pagani siano comunque colpevoli e saranno puniti da Dio[Nota 6];
  - filosofi o moralisti (l'uomo ateo che rispetta una morale) (cap. 2 v. 1-16);
  - Giudei (l'uomo religioso) (cap. 2 v. 17 - cap. 3 v. 8).

Paolo conclude che ogni essere umano è peccatore e colpevole davanti a Dio (cap. 3 v. 9-20);
3. il perdono e la giustificazione dei peccati (cap. 3, v. 21 al cap. 5, v. 11).
Questa parte si occupa dei peccati al plurale, cioè gli atti di peccati oppure i frutti.
La risposta proposta da Dio per risolvere il problema dei peccati è la giustificazione:
  - per mezzo della grazia (cap. 3 v. 24);
  - per mezzo della fede (cap. 3 v. 28);
  - per mezzo del sangue di Gesù Cristo (cap. 5 v. 9).
4. la liberazione dal peccato (cap. 5 v. 12 al cap. 8 v. 39).
Questa parte si occupa del peccato al singolare, cioè dell'albero che produce i frutti. Alla domanda: "Perché colui i cui peccati sono stati perdonati continua a peccare?" l'apostolo Paolo risponde che tutto questo viene dalla natura peccatrice dell'uomo, che è stata trasmessa a tutti gli uomini da Adamo (cap. 5 v. 12-21).
La soluzione di Dio al problema di questa radice del peccato che si trova nell'uomo, è la morte con Cristo (cap. 6 v. 8).
Il peccato al singolare (vedere anche l'espressione 'la carne', o 'il vecchio uomo') non è perdonato come i peccati al plurale, ma è condannato alla croce (cap. 8 v. 3).
La liberazione della potenza del peccato che abita ancora nel cristiano (cap. 7 v. 17) non può venire che da una potenza superiore e esterna: la potenza dello Spirito Santo (cap. 8); il riferimento paolino è relativo alla dottrina del peccato originale introdotto da Adamo[Nota 7], il primo uomo, e gli studiosi del "Nuovo Grande Commentario Biblico"[53] osservano che "l'inequivocabile carattere eziologico di quella storia insinua che il peccato di Adamo ed Eva fu la causa della universale miseria umana. La frase di Paolo, comunque, è la prima chiara enunciazione del malefico effetto universale del peccato di Adamo sulla umanità" e "la morte ha raggiunto tutti gli uomini: che «tutti» includa anche i neonati è una precisazione nata in una controversia successiva, che Paolo non aveva preso in considerazione"[Nota 8];
5. Israele e l'evangelo (capitoli 9, 10 e 11).
Questi tre capitoli spiegano come conciliare un evangelo annunziato a tutti gli uomini e le promesse esclusive fatte a Israele;
6. esortazioni pratiche e sottomissione ai poteri civili (cap. 12 al cap. 15 v. 7); in merito all'esortazione sull'ubbidienza alle autorità[54][55], osservano gli esegeti dell'interconfessionale "Parola del Signore Commentata" che "difficilmente troviamo nel Nuovo Testamento una parte tanto contestata fino ai giorni nostri"[Nota 9] e "la svolta verso la repressione più dura [degli eretici] Agostino la fonda anzitutto sulla lettera ai Romani di Paolo (Romani 13,2-4). Egli considera lo scisma una circostanza in cui l'autorità civile deve applicare una legittima sanzione poiché è al servizio di Dio, per la giusta condanna di chi opera il male"[Nota 10];
7. il servizio dell'apostolo Paolo (cap. 15 v. 8-33);
8. saluti e conclusione (cap. 16). Paolo saluta 26 cristiani, uomini e donne chiamandoli tutti per nome. I particolari saluti alla cristiana Perside: "Salutate Perside, nostra diletta (la carissima Perside - CEI), poiché ha compiuto molte fatiche nel Signore"[56] mostrano  che le donne nella chiesa primitiva avessero un ruolo importante e fossero portate come esempio di fede da imitare. Alcuni studiosi, come quelli della Bibbia Edizioni Paoline[57], osservano: "La presenza di tanti amici in una comunità che non aveva ancora visitato ha indotto alcuni critici a ritenere che si tratti qui di un frammento che apparteneva ad altra lettera"[Nota 11].

## Sottoscrizione di alcuni manoscritti

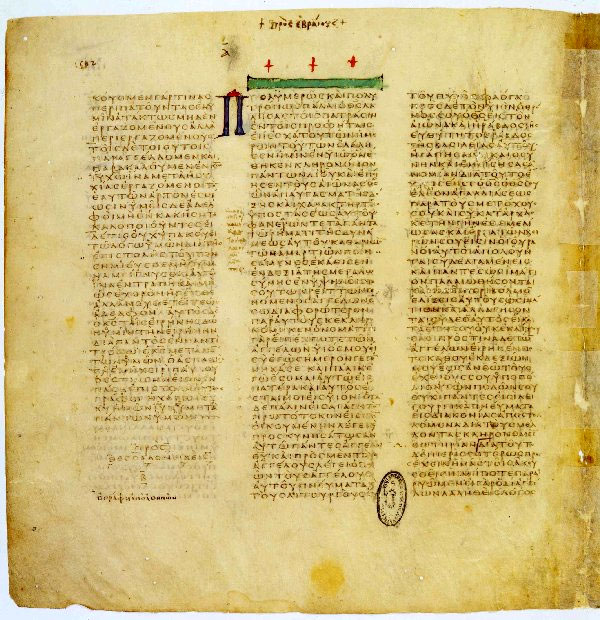
Codex Vaticanus B, con parte di due lettere di Paolo

- Alcuni manoscritti hanno una sottoscrizione, cioè una aggiunta del copista,[58] alla fine della lettera paolina:
- προς Ρωμαιους ("Ai Romani"), si trova in questi manoscritti: Codex Sinaiticus, Codex Alexandrinus, Codex Vaticanus, Codex Ephraemi Rescriptus, Codex Bezae;
- προς Ρωμαιους εγραφη απο Κορινθου ("Ai Romani scritta da Corinto"): B2, D2,(P);
- προς Ρωμαιους εγραφη απο Κορινθου δια Φοιβης της διακονου (" Ai Romani scritta da Corinto da Febe la diaconessa"):42, 90, 216, 339, 462, 466*, 642;
- εγραφη η προς Ρωμαιους επιστολη δια Τερτιου επεμφτη δε δια Φοιβης απο Κορινθιων της εν Κεγχρεαις εκκλησιας ("L'epistola ai Romani scritta da Terzio e inviata da Febe dai Corinti della chiesa di Cencre"): solo nel 337;
- προς Ρωμαιους εγραφη απο Κορινθου δια Φοιβης της διακονου της εν Κεγχρεαις εκκλησιας ("Ai Romani scritta da Corinto da Febe la diaconessa della chiesa di Cencrea"): 101, 241, 460, 466, 469, 602, 603, 605, 618, 1923, 1924, 1927, 1932, dal Textus Receptus.[59]

## Influenza sulla teologia cristiana
La lettera ha avuto un'enorme influenza nello sviluppo della teologia cristiana: come ha affermato un critico biblico, «quasi tutti i pensatori cristiani più importanti hanno studiato Romani». Da Origene ad Abelardo, da Tommaso d'Aquino a Filippo Melantone, per menzionarne solo alcuni, furono molti i pensatori cristiani che composero importanti commenti a Romani, come pure molte furono le nozioni teologiche derivate interamente o in parte da Romani.
Agostino d'Ippona acquisì la sua idea di peccato originale da Romani 5, oltre alla giustificazione per la repressione più dura degli eretici da Romani 13,2-4.
Lutero derivò la sua comprensione della giustificazione per sola fede da Romani 3-4. Nella sua celebre Prefazione, egli scrisse: «questa lettera è l'apice vero e proprio del Nuovo Testamento, è l'Evangelo in forma assolutamente pura. Essa merita davvero che un cristiano non solo la conosca a memoria, parola per parola, ma la mediti ogni giorno, nutrendosene come del pane quotidiano dell'anima. Vi troviamo nel modo più splendido tutto ciò che un cristiano deve sapere»
Giovanni Calvino ottenne la sua dottrina della doppia predestinazione da Romani 9-11; John Wesley ricevette il suo distintivo insegnamento sulla santificazione da Romani 6 e 8.
Lo svizzero Karl Barth imparò l'importanza della rettitudine di Dio da Romani 1 e 2. In breve, questa lettera ha esercitato una potente influenza su tutti i rami della Chiesa cristiana, e il suo impatto nel tempo sulle vite e sui pensieri di importanti pensatori cristiani è stato secondo solo ai vangeli canonici».

### Il cristiano "trasformato" e "rinnovato" nell'essenza di Romani 12,2
Uno dei passi 'principi' della lettera di Paolo ai Romani è quello di Romani 12:2 dove il convertito di Tarso spiega il processo di "trasformazione del cristiano". Un cristiano deve essere diverso da un pagano e lo si deve notare. Secondo Paolo, il cristiano deve subire un processo di 'trasformazione' rinnovando la sua stessa "mente". Ciò significa che scopo della vita, mentalità, e interessi, una volta cristiano, non dovevano essere più gli stessi. Un cristiano doveva essere 'diverso' con un 'processo' di cambiamento radicale tale, da cambiare la sua stessa "essenza". il Dizionario esegetico del Nuovo Testamento commentando il passo di Romani 12,2 infatti spiega: «Come contrario a una conformazione [...] a questo mondo [....] Romani 12,2 richiede un cambiamento mediante un rinnovamento della mentalità». Il dizionario aggiunge che Paolo «pensa chiaramente a un cambiamento costante, progressivo, dell'essenza inferiore»

### Riferimenti
1. ↑   Rm 7,4-7, su La Parola - La Sacra Bibbia in italiano in Internet.
2. ↑   Romani 11,13, su laparola.net.
3. 1 2   Romani 1,8, su laparola.net.
4. ↑  Statistiche del Nuovo Testamento
5. ↑  Catholic Resources of Bible, Liturgy, Art, and Theology
6. ↑   Bible. N.T. Romans-Commentaries-Romans James Park, su tc.umn.edu. URL consultato il 1º aprile 2013 (archiviato dall'url originale il 23 maggio 2013).
7. ↑   Romani 1,7-8, su laparola.net.
8. ↑  Anchor Bible Commentary - The Epistle to the Romans, di J.A. Fitzmeyr, Doubleday, New York 1992
9. ↑  The New Interpreter's Bible: A Commentary in Twelve Volumes, di Leander E. Keck e altri, pag. 395, Abingdon Press, Nashville 2002
10. ↑  Gerd Theissen, Il Nuovo Testamento, Carocci, 2003, pag. 79.
11. ↑  William Barclay, The Letter to the Romans, 1975.
12. ↑  La Lettera ai Romani di William Barclay (inglese)
13. ↑  Word Bible Commentary - Romans 1-8, di J.D.G. Dunn, Word Books Publisher, Dallas 1988
14. ↑  Paul's Letter to the Romans: A Commentary, di P. Stuhlmacher, John Knox Press, Westminster 1994
15. ↑   Romani 16,22, su laparola.net.
16. ↑  Bruce, 12; Dunn, xliii
17. ↑   Atti 20,3, su laparola.net.
18. ↑  Dunn, xliv
19. ↑   Perspicacia nello Studio delle Scritture - Lettera ai Romani - volume 2 - pag. 798, Watch Tower, New York 1988
20. ↑  "The Epistle to the Romans", in The Interpreter's Bible, Nashville, Abingdon Press, 1954, vol. 9, pp. 353-668.
21. ↑   Romani 16,1-2, su laparola.net.
22. ↑   Romani 16,1-2, su laparola.net.
23. ↑   Romani 16,23, su laparola.net.
24. ↑  The Epistle of Paul to the Romans: An Introduction and Commentary - Tyndale New Testament Commentaries, di Frederick Fyvie Bruce, Inter-Varsity Press, Leicester (England), 1983
25. ↑  Studi Biblici sulla Lettera ai Romani di Frederick Fyvie Bruce
26. ↑  Dunn, xliii-xliv
27. ↑   Romani 13,10, su laparola.net.
28. 1 2  Alessandro Sacchi, Lettera ai Romani, 2000.
29. ↑   Romani 16,19, su laparola.net.
30. ↑   Atti 18,2, su laparola.net.
31. ↑  ( Romani 16,3, su laparola.net.
32. 1 2 3  Gerd Theissen, Il Nuovo Testamento, 2002.
33. ↑   Atti 5,34, su laparola.net.
34. ↑   Atti 22,3, su laparola.net.
35. ↑   Rm 16,22, su La Parola - La Sacra Bibbia in italiano in Internet.
36. ↑   Paolo, apostolo e maestro della Torah compiuta - Vatican News, su web.archive.org, 12 settembre 2024. URL consultato il 19 settembre 2024 (archiviato dall'url originale il 12 settembre 2024).
37. ↑  William Paley in Horæ Paulinæ, pag. 50
38. ↑  The Horæ Paulinæ of William Paley
39. ↑  Il libro Horæ Paulinæ di William Paley
40. ↑  Cranfield, C. E. B. - The Epistle to the Romans 1-8 (Vol. 1) - International Critical Commentary Series - King's Lynn: T&T Clark Ltd, 2004, p.1-2
41. ↑   La lettera ai Romani nel C.E.B. Cranfield, su reiterations.wordpress.com. URL consultato il 2 maggio 2019 (archiviato dall'url originale il 30 marzo 2016).
42. ↑  Our Bible and the Ancient Manuscripts, di Frederic George Kenyon 1958, p. 188. (1 ediz 1895) Edizioni Eyre and Spottiswoode, Londra
43. ↑  Our Bible and the Ancient Manuscripts, di Frederic George Kenyon
44. ↑  Our Bible and the Ancient Manuscripts, di Frederic George Kenyon
45. ↑  The Story of the Bible di Frederic George Kenyon, pag. 29
46. ↑  Tutta la Scrittura è ispirata da Dio e utile - Lettera ai Romani - pag. 204, Watch Tower, New York 1971
47. ↑  The New Schaff-Herzog Encyclopedia of Religious Knowledge, 1956, volume VIII, pagina 56
48. ↑  Bibbia TOB, Elle Di Ci Leumann, 1997, pp. 2560, 2601, 2605, ISBN 88-01-10612-2. (Cfr anche Bibbia di Gerusalemme, EDB, 2011, pp. 2667, 2714, ISBN 978-88-10-82031-5; Parola del Signore Commentata, traduzione interconfessionale, Nuovo Testamento, LDC/ABU, 1981, p. 447.)
49. ↑   Rom16,25-27, su laparola.net.
50. ↑  Raymond E. Brown, Joseph A. Fitzmyer, Roland E. Murphy, Nuovo Grande Commentario Biblico, Queriniana, 2002, p. 1087, ISBN 88-399-0054-3.
51. 1 2  Antonio Pitta, Lettera ai Romani, 2001.
52. ↑   Romani 13,7, su La Parola - La Sacra Bibbia in italiano in Internet.
53. ↑  Raymond E. Brown, Joseph A. Fitzmyer, Roland E. Murphy, Nuovo Grande Commentario Biblico, Queriniana, 2002, pp. 1105-1106, ISBN 88-399-0054-3.
54. ↑   Rom13,1-4, su laparola.net.
55. ↑  "Ciascuno stia sottomesso alle autorità costituite; poiché non c'è autorità se non da Dio e quelle che esistono sono stabilite da Dio. Quindi chi si oppone all'autorità, si oppone all'ordine stabilito da Dio. E quelli che si oppongono si attireranno addosso la condanna. I governanti infatti non sono da temere quando si fa il bene, ma quando si fa il male. Vuoi non aver da temere l'autorità? Fa' il bene e ne avrai lode, poiché essa è al servizio di Dio per il tuo bene. Ma se fai il male, allora temi, perché non invano essa porta la spada; è infatti al servizio di Dio per la giusta condanna di chi opera il male".
56. ↑   Rm 16,12, su laparola.net.)
57. ↑  La Bibbia, Edizioni Paoline, 1991, p. 1743, ISBN 88-215-1068-9.
58. ↑  Treccani, nel significato 'b'
59. ↑  Bruce M. Metzger, A Textual Commentary on the Greek New Testament (2001), p. 477.
60. ↑  Lutero, Prefazione all'Epistola ai Romani (1522) Weimarer Ausgabe, Deutsche Bibel, 7, 3-27 (tr. it. Martin Lutero, Scritti religiosi, a cura di Valdo Vinay, Torino, UTET, 1967, pp. 513-532 (la citazione è a p. 515).
61. ↑  Charles D. Myers, The Anchor Bible Dictionary, v. 5, p. 817
62. ↑   Romani 12,2, su La Parola - La Sacra Bibbia in italiano in Internet.
63. ↑  Dizionario esegetico del Nuovo Testamento, di Horst Balz e Gherard Schneider; Edizione italiana a cura di O. Soffritti, edizioni Paidea, Brescia 1998, volume 2, coll. 352-353,
ISBN 978-88-394-0676-7
64. ↑  Google books sul Dizionario esegetico del Nuovo Testamento